# Telolopha uniformis
Telolopha uniformis är en fjärilsart som beskrevs av George Francis Hampson. Telolopha uniformis ingår i släktet Telolopha och familjen nattflyn. Inga underarter finns listade i Catalogue of Life.